# Nikos Dabizas
Nikolaos "Nikos" Dabizas (grč. Νίκος Νταμπίζας) (Ptolemaida, 3. kolovoza 1973.) je grčki bivši nogometaš. Bio je član trofejsne grčke reprezentacije koja je 2004. postala europski prvak.

## Klupska karijera

### Karijera u Grčkoj
Nikos Dabizas je karijeru započeo u omladinskom pogonu kluba Pontioi Verias s kojim je u dobi od 16 godina potpisao profesionalni ugovor. Nakon toga je prešao u seniorsku momčad kluba koji se natjecao u trećoj grčkoj ligi. U klubu je igrao u razdoblju od 1991. do 1994. s time da se posljednje dvije sezone u klubu natjecao u drugoj ligi.
U dobi od 21. godine Dabizas prelazi u pirejski Olympiacos s kojim osvaja dva uzastopna naslova grčkog prvaka (1997. i 1998.). S klubom se natjecao i u Ligi prvaka. Nakon tri i pol sezone provedene u klubu, igrač u ožujku 1998. prelazi u redove engleskog premijerligaša Newcastele Uniteda.

### Newcastle United
Nikos Dabizas je 1998. s Newcastleom potpisao četverogodišnji ugovor koji je 2002. istekao ali je produžen na još godinu dana. U vrijeme igranja u Engleskoj posebno je upamćen njegov pogodak za gostujuću 1:0 pobjedu u lokalnom derbiju protiv Sunderlanda 24. veljače 2002. Dabizas je s Newcastleom igrao u dva finala FA kupa 1998. i 1999.
Nakon što je maknut iz prve momčadi u proljeće 2003. igrač je odlučio napustiti klub. Zbog ozljede koju je zadobio u prometnoj nesreći bio je spriječen da ode iz kluba u ljetnom transfernom roku. Kasnije je igrač odbio ponudu Arsenala te prihvatio ponudu Leicester Cityja u siječnju 2004.

### Leicester City
Dabizas je u novom klubu bio standardni igrač a Leicester City se borio za ostanak u Premier ligi. Međutim, klub je ispao u niži rang te se činilo da će Dabizas napustiti klub nakon razočaravajuće sezone. Nakon što je Dabizas u ljeto 2004. s Grčkom osvojio europsko prvenstvo, dovelo je do prekretnice. Naime, Dabizas je odlučio ostati u klubu unatoč tom što je imao ugovornu klauzulu prema kojoj može napustiti klub ako on ispadne iz Premier lige. Tokom igranja za Leicester City, Dabizas je postigao dva pogotka. Prvi je prvenstveni gol protiv Sheffield Uniteda, a drugi u FA kupu protiv Charlton Athletica.

### Larissa
Nakon što mu je u svibnju 2005. istekao ugovor s klubom, Dabizas se vraća u Grčku gdje u kolovozu 2005. potpisuje trogodišnji ugovor s Larissom. S klubom je 2007. osvojio grčki kup dok je Dabizas bio kapetan momčadi. U sezoni 2007./08. s klubom je nastupao u skupini Kupa UEFA. Sljedeće sezone klub je osvojio 5. mjesto a time i mogućnost natjecanja u Kupu UEFA. Međutim, Larissa je iznenađujuće poražena u 2. pretkolu protiv islandskog KR Reykjavika.
Nakon slabog početka sezone 2009./10. Larissa je završila na sredini tablice a Dabizas je produljio ugovor na jednu godinu. Time je Larissa postala klub u kojem je Dabizas najduže igrao.

## Reprezentativna karijera
Nikos Dabizas je za reprezentaciju nastupao punih 10 godina (1994. – 2004.). Pritom je skupio 70 reprezentativnih nastupa a najveći uspjeh bio mu je osvajanje europskog naslova na EURO-u u Portugalu 2004. Iako ga je tada izbornik Otto Rehhagel pozvao u momčad, Dabizas na samom turniru nije nastupao zbog ozljede.

## Osvojeni trofeji

### Klupski trofeji
| Klub       | Natjecanje      | Godina |
| Grčka      | Grčka           | Grčka  |
| ---------- | --------------- | ------ |
| Olympiacos | Grčko prvenstvo | 1997.  |
| Olympiacos | Grčko prvenstvo | 1998.  |
| Larissa    | Grčki kup       | 2007.  |

### Reprezentativni trofej
| Portugal   | Portugal |
| Natjecanje | Trofej   |
| ---------- | -------- |
| EURO 04'   | Zlato    |

## Vanjske poveznice
- Dabizas.com
- National Football Teams